# Tioulong Saumura
 (janvier 2020).
Si vous disposez d'ouvrages ou d'articles de référence ou si vous connaissez des sites web de qualité traitant du thème abordé ici, merci de compléter l'article en donnant les références utiles à sa vérifiabilité et en les liant à la section « Notes et références ».
Dans ce nom khmer, le nom de famille, Tioulong, précède le nom personnel.
Tioulong Saumura, née le 9 juillet 1950 à Phnom Penh, est une personnalité politique cambodgienne.
Fille d'un ancien dignitaire du royaume du Cambodge, elle est l'épouse de Sam Rainsy, principal opposant du Premier ministre Hun Sen et représente le parti de son mari à l'assemblée nationale.

## Enfance
Elle est la fille de Nhiek Tioulong qui a été Commandant-en-chef des Forces armées royales cambodgiennes, ambassadeur, plusieurs fois ministre mais surtout plénipotentiaire cambodgien à la conférence de Genève et signataire des Accords.
Du fait des fonctions de diplomate de son père, les études primaires de Saumura se sont partagées, de 1954 à 1959, entre Phnom Penh, Paris, Tokyo et Moscou.
Elle est retournée à Phnom Penh où son père a été ministre dans de nombreux gouvernements du début des années 1960. Elle suit à cette époque ses études secondaires au lycée Descartes de Phnom Penh.

## Le séjour en France
En 1969, Tioulong Saumura suit encore son père en France, où elle retrouve Sam Rainsy, qu’elle avait déjà croisé durant son enfance à Phnom Penh et qu'elle épouse en 1971.
Elle est diplômée de la section Économie et finances à l'Institut d'études politiques de Paris en 1974 puis obtient un MBA à l'Institut européen d'administration des affaires de Fontainebleau en 1980.
Elle entre en 1976 à la banque Indosuez où elle est chargée des investissements asiatiques, avant de devenir, en 1983, directrice de la banque Robert Fleming, banque d’affaires écossaise spécialiste de la gestion de valeurs mobilières, et de fonder, en 1989, à Paris, Mobilière Conseil, société de conseil en investissements boursiers spécialisée dans les marchés du Sud-Est Asiatique.
En 1981, elle adhère au Front uni national pour un Cambodge indépendant, neutre, pacifique et coopératif (FUNCINPEC), nouvellement créé par Norodom Sihanouk.

## Le retour au Cambodge
En 1992, elle rejoint au Cambodge son mari, qui a intégré le FUNCINPEC quelques années auparavant.
De 1993 à 1995, elle est vice-présidente de la Banque nationale du Cambodge.
En 1996, elle rejoint le comité directeur du Parti de la Nation Khmère, que vient de fonder son mari et qui deviendra en 1998 le Parti Sam Rainsy.
En juillet 1998, elle est élue députée du Parti Sam Rainsy à Phnom Penh, où elle sera réélue en 2003 et 2008.

## Sources
(janvier 2016).
- (fr) http://www.samrainsyparty.org/about/about_saumura_tioulong_fr.htm
- (fr) http://cambodge.free.fr/qui-est-qui/tioulong-saumura.htm
- (fr) Sam Rainsy, Des racines dans la pierre, mon combat pour la renaissance du Cambodge (Paris, Calmann-Levy, 2008,  (ISBN 978-2702137826))